# Conquête normande de l'Angleterre
La conquête normande de l'Angleterre est l'invasion du royaume d'Angleterre par le duc de Normandie Guillaume le Conquérant en 1066 et son occupation du pays dans les années qui suivent.
Le roi d'Angleterre Édouard le Confesseur meurt au début de l'année 1066 sans laisser d'enfant. Son beau-frère Harold Godwinson est choisi pour lui succéder, mais d'autres prétendants se font connaître. L'un d'eux, le roi norvégien Harald Hardrada, débarque en Angleterre au mois de septembre. Il est vaincu et tué par Harold à la bataille de Stamford Bridge, le 25 septembre. Guillaume, duc de Normandie, débarque à son tour dans le Sussex quelques jours plus tard. Harold se porte à sa rencontre et l'affronte à la bataille d'Hastings le 14 octobre. Cet affrontement décisif voit la mort d'Harold et la victoire de Guillaume, qui est sacré à l'abbaye de Westminster le jour de Noël.
La disparition des principaux rivaux de Guillaume n'apporte pas la tranquillité à l'Angleterre, qui est secouée par de nombreuses révoltes jusqu'en 1072. Pour mieux contrôler son royaume, Guillaume fonde de nombreux châteaux à des endroits stratégiques et redistribue à ses fidèles normands les terres confisquées à la noblesse anglo-saxonne ou danoise. L'invasion normande a des conséquences profondes pour l'histoire de l'Angleterre où la nouvelle classe dominante tient ses fiefs directement du roi et parle normand. Aux échelons inférieurs de la société, l'esclavage disparaît dans les décennies qui suivent la conquête, mais il s'agit peut-être de l'accélération d'un processus déjà en cours.

## Contexte

### L'Angleterre et la Normandie auXIesiècle

Évolution territoriale du duché de Normandie de 911 à 1050.

En 911, le traité de Saint-Clair-sur-Epte, conclu entre Charles III le Simple, roi de Francie occidentale, et le chef viking Rollon, autorise ce dernier à s'établir dans la basse vallée de la Seine, dont il est chargé en contrepartie d'assurer la défense contre les raids d'autres Vikings. La région prend le nom de Normandie en référence à ces « Hommes du Nord », qui abjurent la religion nordique, se convertissent au christianisme et adoptent la langue d'oïl parlée dans la région. Enrichie de vocabulaire norrois, celle-ci donne naissance au normand. Les Normands étendent rapidement leur autorité vers l'ouest sur le Bessin, le Cotentin et l'Avranchin.
Le roi anglais Æthelred le Malavisé se marie en 1002 avec Emma, la sœur du duc Richard II de Normandie. Leur fils Édouard le Confesseur monte sur le trône d'Angleterre en 1042 après avoir passé la plus grande partie de sa jeunesse en exil dans le duché de Normandie. N'ayant pas pu se constituer de clientèle dans son pays, il s'appuie principalement sur des Normands pour régner contre le puissant earl Godwin de Wessex et ses fils : il invite des courtisans, des soldats et des religieux à le rejoindre et les nomme à des positions de pouvoir, en particulier dans l'Église. Sans enfant pour lui succéder, il est possible qu'il ait encouragé les visées du duc Guillaume, petit-fils de Richard II, sur le trône anglais.

### Une succession disputée
En l'absence d'héritier indiscutable, la mort d'Édouard, le 5 janvier 1066, donne lieu à une crise de succession. L'earl de Wessex Harold Godwinson, qui est le plus riche et le plus puissant membre de la noblesse anglaise en plus d'être le beau-frère du roi défunt, est élu par le Witenagemot et sacré dès le lendemain de la mort d'Édouard. Deux adversaires de taille ne tardent pas à contester la succession du roi défunt. Le duc Guillaume de Normandie affirme qu'Édouard l'avait choisi comme successeur, et qu'Harold avait juré de respecter cet arrangement, tandis que le roi de Norvège Harald Hardrada met en avant un accord conclu entre son prédécesseur, Magnus le Bon, et Hardeknut, le prédécesseur d'Édouard, en vertu duquel l'Angleterre et la Norvège reviendraient à l'autre si l'un d'eux mourait sans laisser d'héritier. Guillaume et Harald rassemblent leurs forces respectives pour envahir le royaume qu'ils estiment leur revenir de droit.

### L'invasion norvégienne

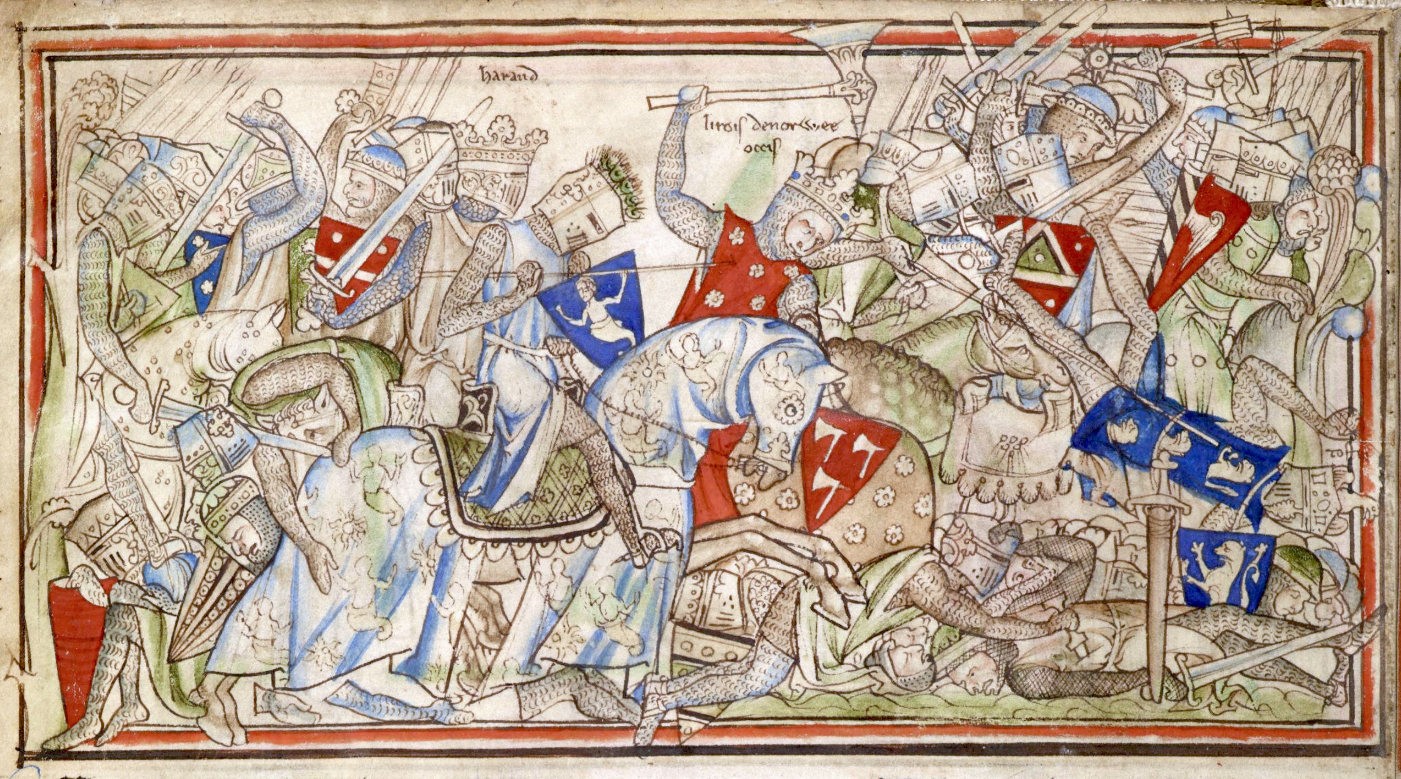
La bataille de Stamford Bridge vue par Matthieu Paris vers 1250-1260, dans une hagiographie d'Édouard le Confesseur.

Au début de l'année 1066, Tostig Godwinson, un frère exilé d'Harold, mène des raids dans le Sud-Est de l'Angleterre à la tête d'une flotte assemblée dans le comté de Flandre. Menacé par les navires d'Harold, Tostig prend la direction du Nord et attaque l'Est-Anglie et le Lincolnshire, mais il est repoussé par les earls Edwin de Mercie et Morcar de Northumbrie. Abandonné par la plupart de ses partisans, Tostig se réfugie en Écosse. Les forces terrestres et navales d'Harold, principalement composées de miliciens, passent l'été de 1066 à attendre l'invasion normande sur la côte sud de l'Angleterre. Le roi les renvoie chez eux le 8 septembre afin qu'ils puissent participer aux récoltes.
Harald Hardrada quitte la Norvège au mois d'août à la tête d'une flotte de 300 navires transportant environ 15 000 hommes. Il reçoit le soutien de Tostig dans son invasion. Les Norvégiens débarquent dans le Yorkshire et remportent la bataille de Fulford sur les earls Edwin et Morcar le 20 septembre. Ces derniers sortent vivants de l'affrontement, mais cette défaite écrasante les empêche de jouer un rôle dans la suite des opérations. La ville d'York ouvre ses portes à l'armée d'Harald, qui se porte ensuite sur le village voisin de Stamford Bridge.
En apprenant la nouvelle de l'invasion norvégienne, probablement vers le 15 septembre, Harold Godwinson se précipite vers le nord en recrutant des troupes sur son chemin. Il couvre la distance entre Londres et York en neuf jours, soit une vitesse moyenne de 40 km par jour, et arrive à York à l'aube du 25 septembre. De là, il se rend à Stamford Bridge, prenant les Norvégiens par surprise. La bataille de Stamford Bridge se solde par une victoire anglaise décisive : Harald et Tostig sont tués, et les pertes norvégiennes sont si importantes que 24 des 300 navires de la flotte d'invasion suffisent à ramener les survivants chez eux. L'armée anglaise n'en est cependant pas sortie indemne, et elle se trouve très loin de la Manche.

## L'invasion normande

### Les préparatifs du duc Guillaume
Le duc Guillaume rassemble ses barons à Lillebonne au mois de mars 1066 et leur annonce sa décision de revendiquer par les armes le trône d'Angleterre. Les préparatifs prennent plusieurs mois car il faut rassembler une armée suffisamment forte, d'une part, et construire une flotte suffisamment grande pour la transporter, d'autre part. Son armée, réunie à Dives-sur-Mer, puis à Saint-Valery-sur-Somme, est composée non seulement de Normands, mais également de contingents venus de Bretagne et de Flandre, entre autres. Certaines chroniques normandes attribuent également à Guillaume des préparatifs diplomatiques, avec notamment l'envoi d'une bannière par le pape Alexandre II en signe de soutien. Cependant, les récits contemporains ne parlent pas de cette bannière, qui n'est mentionnée que par Guillaume de Poitiers plusieurs années après les faits. L'imposition, en 1070, d'une pénitence générale à tous les soldats de Guillaume ayant tué ou blessé un adversaire lors de la bataille plaide également en défaveur de l'envoi d'une bannière au duc par Alexandre II.
Les sources contemporaines donnent des valeurs allant de 14 000 à 150 000 hommes pour l'armée de Guillaume, et une liste d'époque parle de 776 navires fournis par 14 barons normands, un nombre peut-être exagéré. Les historiens modernes proposent des estimations plus modestes : entre 7 000 et 8 000 hommes, dont 1 000 à 2 000 cavaliers, pour Matthew Bennett ; 7 500 hommes pour Christopher Gravett ; 8 000 combattants pour Pierre Bouet ; 10 000 hommes, dont 3 000 cavaliers, pour Peter Marren. L'armée se compose de fantassins, de cavaliers et d'archers ou d'arbalétriers, avec environ autant de cavaliers que d'archers, et autant de fantassins que de cavaliers et d'archers réunis. Ces soldats ne proviennent pas uniquement de Normandie, mais également de Bretagne et d'autres régions de France. Il subsiste plusieurs listes de compagnons de Guillaume le Conquérant, mais bon nombre des noms qui y figurent sont des ajouts ultérieurs, et ils ne sont qu'une trentaine dont la présence sur le champ de bataille est un tant soit peu assurée,.

### Le débarquement normand et la marche d'Harold

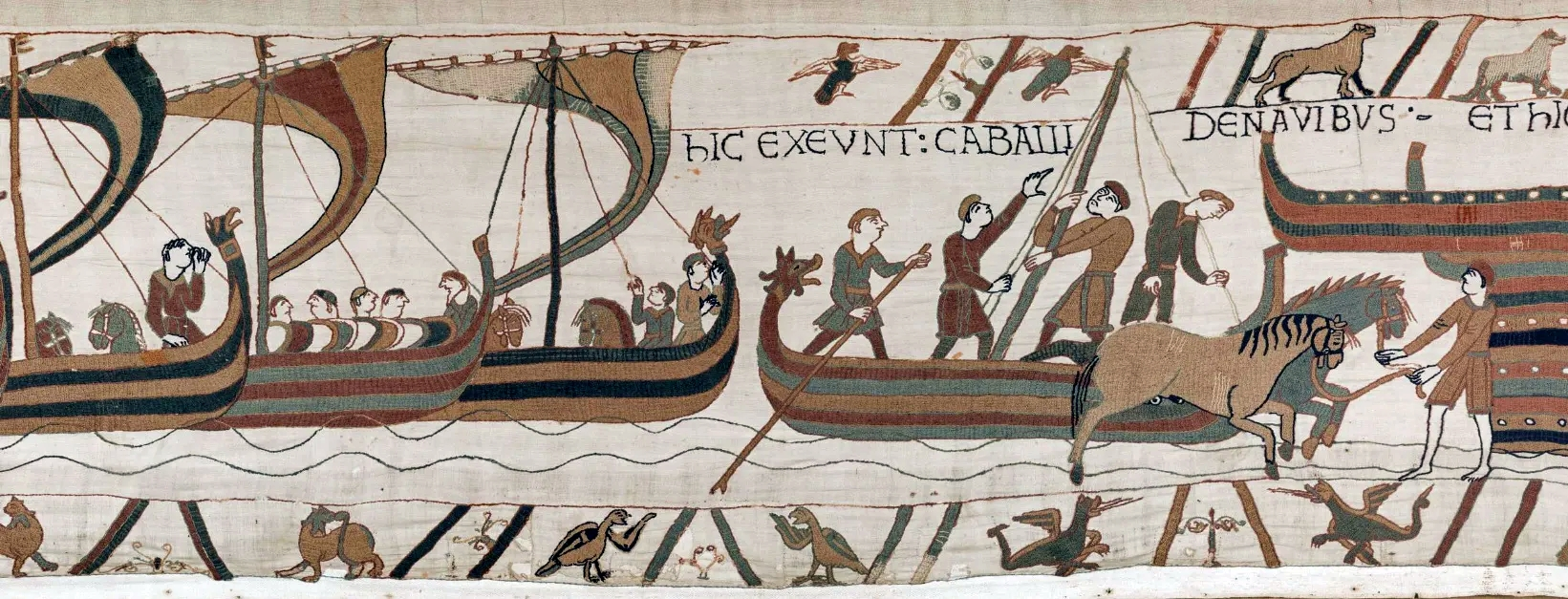
Le débarquement normand sur la tapisserie de Bayeux.

Les forces de Guillaume sont prêtes à traverser la Manche aux alentours du 12 août, mais les opérations sont retardées pendant plusieurs semaines. Les chroniqueurs normands expliquent que ce délai est dû au mauvais temps, mais il est plus plausible que Guillaume ait préféré attendre qu'Harold renvoie sa flotte pour s'assurer une traversée plus facile. Les Normands débarquent finalement le 28 septembre à Pevensey, dans le Sussex. Guillaume fait construire un château en bois à Hastings, d'où il lance des attaques sur la région alentour. Des fortifications sont également édifiées à Pevensey.
Pendant ce temps, Harold, après avoir laissé une bonne partie de ses troupes dans le Nord, avec les earls Morcar et Edwin, prend la direction du Sud à marche forcée. Il apprend vraisemblablement la nouvelle du débarquement normand en route. Son armée couvre les 320 km qui la séparaient de Londres en l'espace d'une semaine à peine, soit une moyenne de 43 km par jour. Harold passe ensuite quelques jours à Londres. La nuit du 13 octobre, il campe avec son armée sur la colline de Caldbec, à une quinzaine de kilomètres du château édifié par Guillaume à Hastings.
Les sources donnent des nombres très variés pour l'armée d'Harold : certaines sources normandes font état de 400 000 à 1,2 million d'hommes, alors que la plupart des sources anglaises donnent des valeurs très faibles, peut-être dans l'intention de rendre la défaite plus acceptable. Les historiens offrent des estimations allant de 5 000 à 13 000 hommes, la plupart tournant autour de 7 000 à 8 000 hommes, en comptant aussi bien le fyrd, une milice de fantassins qui forme le gros des troupes, que les housecarls, des soldats professionnels qui servent de garde rapprochée au roi et constituent l'armature de son armée,. On ne connaît qu'une vingtaine d'individus ayant combattu du côté anglais, dont deux des frères du roi, Gyrth et Leofwine.
Les éclaireurs du duc lui rapportent l'arrivée d'Harold, réduisant à néant tout éventuel effet de surprise. Les sources offrent des récits contradictoires des événements ayant immédiatement précédé l'affrontement mais elles s'accordent à dire que Guillaume conduit son armée hors de son château pour se porter à la rencontre d'Harold, dont l'armée est positionnée au sommet de la colline de Senlac, à une dizaine de kilomètres d'Hastings.

### Hastings

Position des armées au début de la bataille d'Hastings.

La bataille débute vers 9 heures du matin le 14 octobre et dure toute la journée, mais les sources se contredisent sur son déroulement exact. Les deux armées sont de taille équivalente, mais Harold ne dispose que de fantassins alors que les forces de Guillaume comprennent des cavaliers. Les soldats anglais forment un mur de boucliers au sommet de la colline, une stratégie qui cause de lourdes pertes dans les rangs normands. Une partie du contingent breton s'enfuit, pourchassée par des Anglais qui sont massacrés par la cavalerie normande. Les Normands feignent ensuite à deux reprises de s'enfuir, incitant à nouveau les Anglais à les pourchasser pour en faire des cibles faciles.
Les événements de l'après-midi sont plus confus, mais le moment déterminant semble avoir été la mort d'Harold, dont différentes versions existent. D'après Guillaume de Jumièges, il aurait été tué par le duc, mais la tapisserie de Bayeux semble montrer qu'il est mort d'une flèche dans l'œil. D'autres sources affirment que le roi est mort au cœur de la mêlée sans qu'on puisse dire exactement comment, et Guillaume de Poitiers ne donne pas de détails non plus,. La mort d'Harold prive les Anglais de leur chef, et ils commencent à se débander. Beaucoup s'enfuient, mais les soldats de la maison du roi combattent jusqu'à la mort autour de la dépouille de leur seigneur. Les Normands se lancent à la poursuite des fuyards, et hormis un combat d'arrière-garde à un endroit appelé « la Malfosse », la bataille est terminée.

### Marche sur Londres et couronnement
Après sa victoire, Guillaume s'attend à recevoir la soumission des chefs anglais, mais le Witenagemot préfère élire roi le jeune Edgar Ætheling, petit-neveu d'Édouard le Confesseur, avec le soutien des earls Edwin et Morcar et des archevêques Stigand et Ealdred. Le duc de Normandie se met donc en route vers Londres en longeant la côte du Kent. Il sort vainqueur d'une échauffourée à Southwark, mais ne parvient pas à forcer le passage du pont de Londres, ce qui le contraint à chercher un autre endroit pour franchir la Tamise. Il remonte le fleuve jusqu'à Wallingford, dans le Berkshire, où ses troupes peuvent traverser la Tamise et où Stigand lui prête allégeance. Guillaume longe ensuite les Chilterns vers le nord-est avant de redescendre sur Londres vers le sud-est. N'étant pas parvenus à lever suffisamment de troupes pour défendre la ville, les chefs anglais choisissent de se soumettre à Berkhamsted, dans le Hertfordshire. Plus rien n'empêche Guillaume d'être sacré roi d'Angleterre par l'archevêque Ealdred à l'abbaye de Westminster, le 25 décembre.
Le nouveau souverain s'efforce de se concilier la noblesse anglaise en confirmant les titres et domaines des earls Edwin et Morcar, ainsi que ceux de leur pair Waltheof de Northumbrie. Il accorde également des terres à Edgar Ætheling. Il reste quelques mois en Angleterre avant de rentrer en Normandie au mois de mars 1067, emmenant avec lui plusieurs otages anglais, parmi lesquels Stigand, Morcar, Edwin, Edgar et Waltheof.

## La résistance anglaise

### Premières révoltes

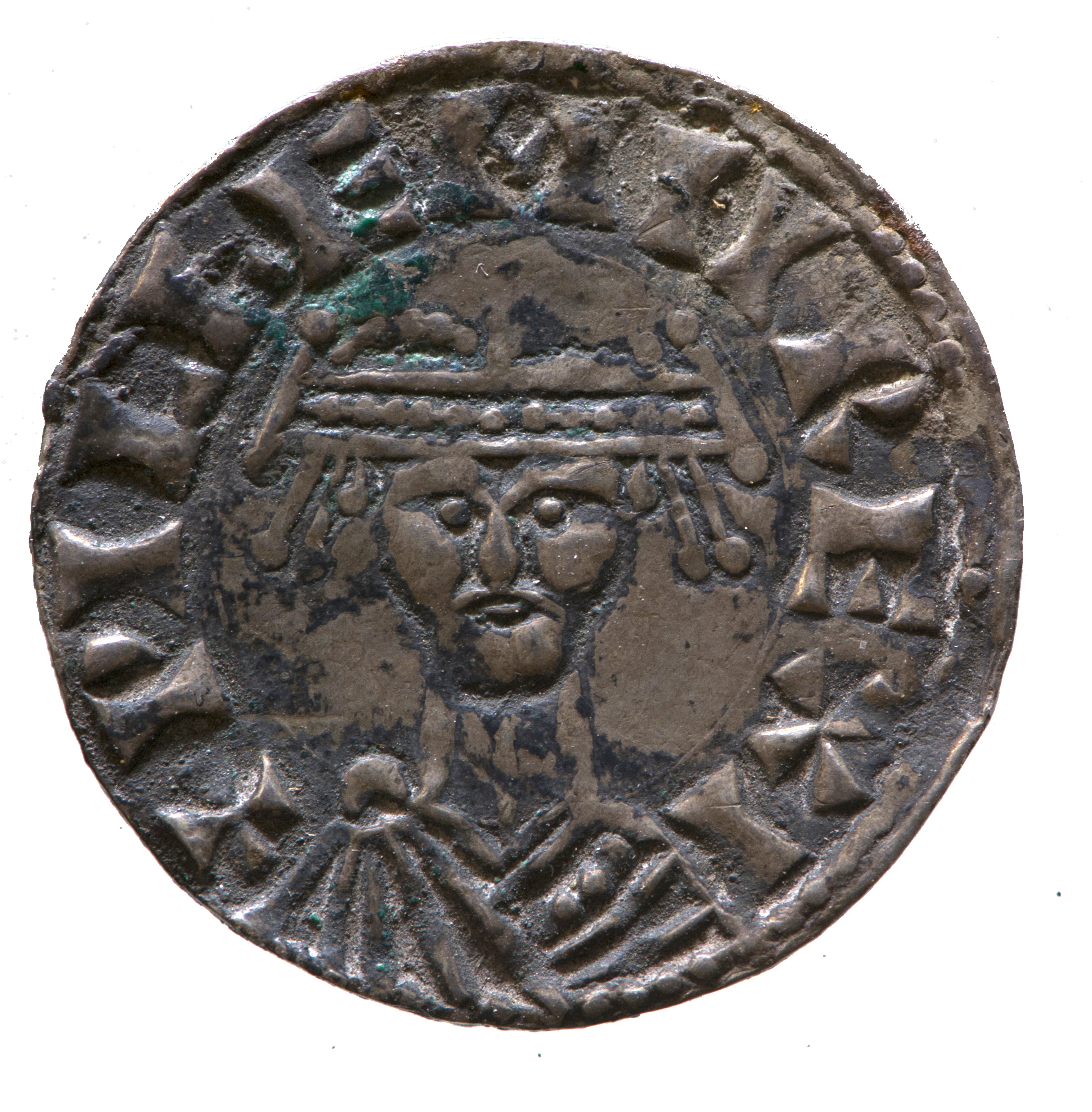
Penny d'argent à l'effigie de Guillaume le Conquérant.

Malgré la soumission de la noblesse anglaise, la résistance à Guillaume se poursuit pendant plusieurs années. Dès 1067, alors que le roi a confié l'Angleterre à son demi-frère Odon de Bayeux et à Guillaume Fitz Osbern, des rebelles tentent en vain de s'emparer du château de Douvres avec l'aide du comte Eustache II de Boulogne. La même année, Eadric Cild, un grand propriétaire du Shropshire, se soulève avec l'aide des rois gallois du Gwynedd et du Powys et affronte les Normands à Hereford. Ces événements contraignent Guillaume à revenir en Angleterre dès la fin 1067,.
En 1068, le roi assiège la ville d'Exeter, qui refuse de reconnaître son autorité. Il parvient à obtenir sa soumission au prix de lourdes pertes. Son épouse Mathilde de Flandre est sacrée reine à Westminster au mois de mai, un événement symboliquement important. Plus tard la même année, la Mercie se soulève sous l'autorité d'Edwin et Morcar, tandis que le nouvel earl de Northumbrie, Gospatrick, se révolte à son tour, profitant de l'absence d'occupation normande dans la région. Ces deux mouvements s'effondrent rapidement lorsque Guillaume mène des troupes dans leur direction, répétant les méthodes qui ont déjà fonctionné dans le sud : construction de châteaux et mise en place de garnisons. Edwin et Morcar se soumettent à nouveau au Conquérant, tandis que Gospatrick s'enfuit en Écosse, tout comme Edgar Ætheling et sa famille, qui étaient peut-être impliqués dans ces révoltes. Les fils de Harold, réfugiés en Irlande, se livrent pendant ce temps à des opérations de pillage sur les côtes du Somerset, du Devon et des Cornouailles.

### Les révoltes de 1069-1071 et la dévastation du Nord

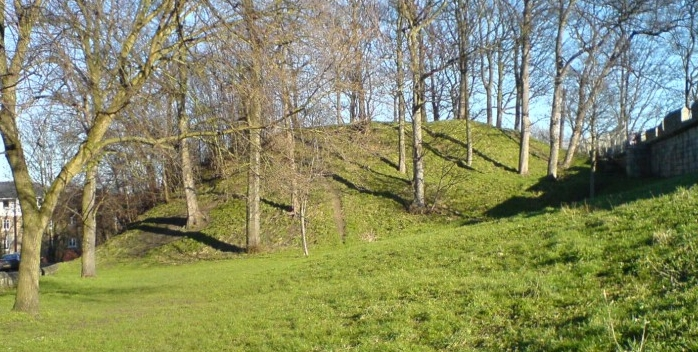
Le tertre de Baile Hill, dernier vestige du château fondé par Guillaume le Conquérant à York en 1069.

Au début de l'année 1069, une nouvelle rébellion éclate en Northumbrie. Le nouvel earl, Robert de Comines, est tué à Durham avec plusieurs centaines de chevaliers. Edgar, Gospatrick, Siward Barn et d'autres rebelles réfugiés en Écosse rallient les révoltés northumbriens, qui assiègent le château normand d'York après avoir tué le châtelain Robert Fitz Richard. Guillaume se précipite dans la région, bat les assiégeants et les pourchasse jusque dans la ville, où ils sont massacrés. Il fonde un deuxième château à York pour surveiller la ville et laisse des renforts dans la région avant de retourner dans le sud. La garnison d'York parvient à vaincre une nouvelle révolte peu après. Au sud, les fils d'Harold lancent une nouvelle offensive, mais ils sont battus dans le Devon par Brian (en), le fils du comte Éon de Penthièvre.
Une grande flotte envoyée par le roi danois Sven Estridsen arrive sur les côtes anglaises en août ou en septembre, suscitant une nouvelle vague de révoltes dans tout le pays. Après quelques raids infructueux dans le sud, les Danois s'allient à de nouveaux révoltés northumbriens, auxquels se rallient également Edgar, Gospatrick et les autres exilés d'Écosse, ainsi que Waltheof. Ils parviennent à vaincre la garnison normande d'York et à s'emparer des châteaux de Northumbrie, bien qu'un raid d'Edgar dans le Lincolnshire soit déjoué par la garnison normande de Lincoln. Pendant ce temps, Eadric Cild attaque le château de Shrewsbury avec ses alliés gallois et des rebelles du Cheshire et du Shropshire. Dans le sud-ouest, la garnison normande d'Exeter est assaillie par des rebelles du Devon et de Cornouailles, mais elle parvient à les repousser et ils sont dispersés par les renforts apportés par l'earl Brian. Le château de Montacute (en), dans le Somerset, également la cible d'attaques, est secouru par Geoffroy de Montbray.
La flotte danoise, qui a pris ses quartiers d'hiver sur la rive sud de l'estuaire du Humber, est repoussée au nord par Guillaume. Laissant Robert de Mortain veiller sur le Lincolnshire, le roi se dirige vers l'ouest et remporte une victoire sur les rebelles à Stafford. Les Danois tentent de reprendre pied sur la rive sud du Humber, mais ils sont repoussés. Guillaume s'enfonce en Northumbrie, déjouant une tentative de l'empêcher de franchir l'Aire à Pontefract. Repoussant les Danois devant lui, il occupe la ville d'York et achète leur départ pour le printemps suivant. Ses troupes passent l'hiver 1069-1070 à ravager systématiquement la Northumbrie pour écraser toute résistance, un événement entré dans l'histoire en tant que « dévastation du Nord » (Harrying of the North).
Au début de l'année 1070, les adversaires du Conquérant se sont soumis (Waltheof et Gospatrick) ou réfugiés en Écosse (Edgar et ses partisans). Le roi reprend le chemin de la Mercie et s'établit à Chester pour pacifier la région avant de retourner à Londres. Des légats pontificaux procèdent à un nouveau sacre à Pâques, un rappel des droits de Guillaume sur le royaume, tout en imposant des pénitences significatives au roi et à ses partisans pour les morts causées à Hastings et lors des campagnes ultérieures. Afin de s'assurer la fidélité de l'Église, Guillaume obtient la déposition de l'archevêque de Cantorbéry Stigand et son remplacement par l'abbé normand Lanfranc. Le siège d'York revient quant à lui à Thomas de Bayeux, un chapelain du roi. D'autres évêques et abbés sont nommés, tandis que les monastères anglais, qui abritent une partie considérable de la fortune de la noblesse du pays, voient une partie de leurs biens confisqués par la couronne.
Loin d'honorer l'accord conclu avec Guillaume, Sven Estridsen arrive en Angleterre en 1070 pour prendre la tête de sa flotte en personne. Il envoie également des troupes dans la région des Fens pour soutenir les rebelles menés par Hereward l'Exilé. Guillaume parvient à acheter le départ du roi danois en échange du versement d'un nouveau danegeld. Protégé par les marais, Hereward poursuit ses activités contre Guillaume. Un ultime sursaut prend place en 1071, lorsque Edwin et Morcar se révoltent à nouveau. Le premier trouve la mort à la suite d'une trahison, mais son frère parvient à se réfugier à Ely, où Hereward et lui sont rejoints par des exilés venus d'Écosse par la mer. Cette dernière poche de résistance est finalement réduite par l'armée et la flotte de Guillaume, qui parviennent à construire un ponton pour accéder à l'île d'Ely au prix de lourdes pertes. Morcar termine sa vie en prison, mais le roi gracie Hereward et lui restitue ses terres.

### Dernières résistances et la révolte des comtes
De retour en Angleterre, Guillaume le Conquérant cherche à mettre un terme aux raids menés par le roi écossais Malcolm III sur le nord de l'Angleterre. Malcolm est devenu le beau-frère d'Edgar Ætheling en épousant sa sœur Marguerite en 1069 ou 1070. En 1072, Guillaume conduit une invasion du royaume d'Écosse par terre et par mer qui aboutit à la conclusion du traité d'Abernethy (en) entre les deux souverains. Malcolm s'engage à chasser Edgar de son royaume et à reconnaître jusqu'à un certain degré la suzeraineté du Conquérant.
Lors d'une nouvelle absence du roi en 1075, l'earl d'Est-Anglie Raoul de Gaël et celui de Hereford Roger de Breteuil complotent pour le déposer. Ils sont rapidement rejoints par Waltheof de Northumbrie, tandis que plusieurs seigneurs bretons annoncent être prêts à soutenir cette révolte des comtes. Raoul sollicite également l'aide des Danois, mais les barons fidèles à Guillaume parviennent à empêcher les rebelles de rassembler leurs forces : Roger est isolé dans le Herefordshire par l'évêque Wulfstan et l'abbé Æthelwig, tandis que Raoul est assiégé dans son château de Norwich par Odon de Bayeux, Geoffroy de Coutances, Richard de Bienfaite et Guillaume de Warenne. Lorsque le prince danois Knut arrive au large des côtes anglaises avec 200 navires, il est déjà trop tard : le château de Norwich s'est rendu et Raoul a pris le chemin de l'exil. Les Danois se contentent d'opérations de pillage sur le littoral avant de rentrer au pays.
Le roi est resté sur le continent durant toute la révolte. Ce n'est qu'à la fin de l'année 1075 qu'il rentre en Angleterre pour célébrer Noël à Winchester et s'occuper des vaincus. Roger et Waltheof sont emprisonnés et le second exécuté en mai 1076, alors que Guillaume a retraversé la Manche pour s'occuper de Raoul, qui cause des troubles en Bretagne.

## La prise de contrôle du pays

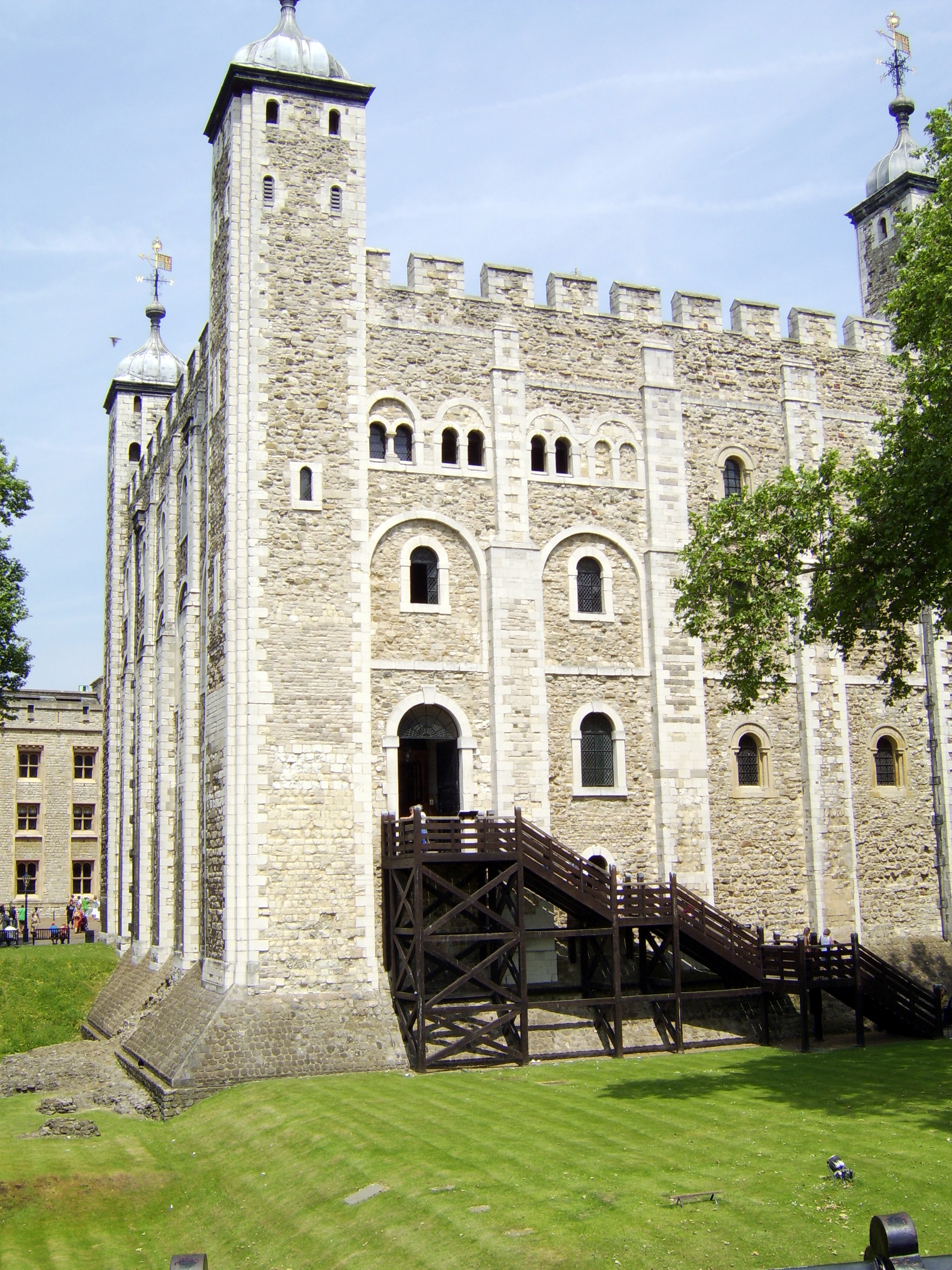
La tour de Londres est fondée par Guillaume le Conquérant pour mieux contrôler la ville de Londres.

S'ils ont conquis l'Angleterre, les Normands doivent encore s'en assurer la maîtrise. Comparés à la masse de la population anglaise, les envahisseurs sont en nombre réduit : en comptant ceux qui viennent d'autres régions de France, les propriétaires fonciers sont peut-être à peine 8 000. Pour avoir servi Guillaume, ils s'attendent à être récompensés en terres et en titres, mais le Conquérant considère que le royaume tout entier est sien par droit de conquête et qu'il peut donc en disposer comme bon lui semble. Dès lors, le seul droit de propriété terrienne est celui qui découle directement du roi en échange du service militaire, suivant le modèle féodal.
Guillaume commence par confisquer les domaines des nobles anglais qui se sont révoltés contre lui pour en redistribuer une partie à ses fidèles. Ces confiscations donnent lieu à de nouvelles révoltes qui entraînent de nouvelles confiscations dans un cycle qui se poursuit durant les cinq années qui suivent Hastings. Pour mater ces révoltes, les Normands construisent de nombreux châteaux, d'abord sous la forme de mottes castrales, ainsi que des fortifications en quantités jusqu'alors inconnues en Angleterre,. Le plan de villes comme Norwich, Durham ou Lincoln constitue un témoignage encore visible des effets de la conquête normande.
Signe du succès de la prise de contrôle normande, Guillaume le Conquérant passe plus de 75 % de son temps hors d'Angleterre à partir de 1072. En dépit de ses nombreuses absences, il est capable de gouverner le royaume à distance par l'entremise des structures administratives en place. Ses successeurs sont eux aussi plus souvent en France qu'en Angleterre jusqu'à la conquête française de la Normandie en 1204.

## Conséquences

### Remplacement des élites
La conquête normande a pour conséquence directe la disparition presque totale de l'aristocratie anglo-saxonne, tant militaire qu'ecclésiastique. Guillaume confisque les domaines des grands propriétaires fonciers pour les donner à ses fidèles normands. L'étendue de ces expropriations apparaît dans le Domesday Book, qui révèle qu'en 1086, 5 % environ des terres situées au sud de la Tees sont toujours possédées par des Anglais. Cette proportion ne cesse de décroître au cours des décennies qui suivent, en particulier dans le sud du pays,.
Les Anglais sont également évincés des postes à responsabilité au sein du gouvernement et de l'Église. Après 1075, tous les titres d'earl sont détenus par des Normands et les shérifs sont rarement recrutés parmi les autochtones. Les principaux prélats anglais sont déposés, comme l'archevêque de Cantorbery Stigand, ou remplacés par des étrangers après leur mort. Le dernier évêque natif d'Angleterre, Wulfstan de Worcester, meurt en 1095. De la même manière, les principaux monastères du pays sont rarement dirigés par des Anglais après la conquête.

### Émigration anglaise et immigration normande
Confrontés à cette situation, de nombreux Anglais choisissent de quitter l'Angleterre. Des groupes de nobles s'enfuient ainsi en Écosse, en Irlande ou en Scandinavie. Les fils de Harold se réfugient en Irlande, d'où ils lancent des expéditions infructueuses pour tenter de reconquérir le pays. L'Empire byzantin, toujours à la recherche de mercenaires, est également une destination prisée des nobles et des soldats, au point que la garde varangienne, jusqu'alors principalement constituée de Scandinaves, devient un corps en majorité anglais.
À l'inverse, de nombreux Normands s'installent en Angleterre. Jean Favier donne une estimation de 65 000 immigrants normands, ce qui reste modeste par rapport à la population de l'Angleterre d'alors, estimée à un million d'habitants. Quelques mariages avec des femmes anglaises sont attestés avant 1100, mais cette pratique semble avoir été d'abord rare, la plupart des Normands continuant à choisir leurs épouses dans des familles du duché ou ailleurs en Europe continentale. Les mariages entre Anglais et Normands se font de plus en plus fréquents au fil du temps, au point qu'Ælred de Rievaulx les décrit comme courants dans toutes les couches de la société lorsqu'il écrit dans les années 1160.

### Continuité et changements dans l'administration territoriale

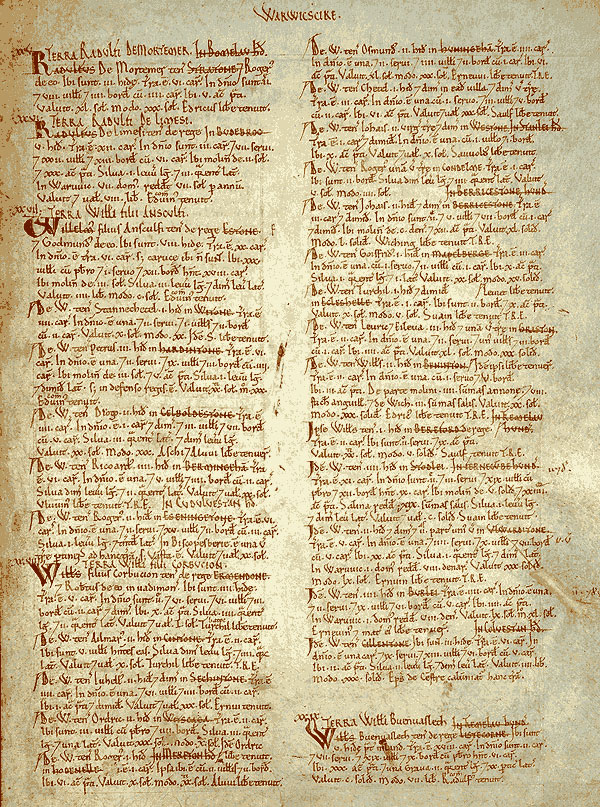
Une page du Domesday Book.

Avant la conquête, l'Angleterre bénéficie d'une administration territoriale plus développée que le duché de Normandie,. Le royaume est entièrement divisé en comtés (shires), qui sont eux-mêmes divisés en unités plus petites, souvent appelées hundreds. Ces comtés sont dirigés par des fonctionnaires royaux, les reeves ou shire reeves, expression à l'origine du mot sheriff. La cour royale forme le cœur du gouvernement, aux côtés d'un système judiciaire qui s'appuie sur des tribunaux locaux et régionaux pour garantir les droits des hommes libres. Si la plupart des cours médiévales sont itinérantes et se déplacent en fonction des circonstances, l'Angleterre d'avant 1066 possède un trésor permanent à Winchester. La monarchie anglaise tire sa puissance de la richesse du royaume, dont elle profite grâce à un système de taxe foncière, le geld. La frappe monétaire anglaise est d'une qualité supérieure à la moyenne de l'époque et constitue un monopole royal. Les rois anglais gouvernent également par l'entremise d'ordonnances royales (writ), des documents authentifiés par un sceau qui leur permettent de communiquer des ordres aux fonctionnaires royaux. Ce système complète celui des chartes également utilisé dans d'autres monarchies médiévales.
Les Normands héritent de ce système élaboré auquel ils apportent de nouveaux changements. Comme dans l'aristocratie, la conquête s'accompagne d'un renouvellement des effectifs au détriment des Anglais. Bien que Guillaume le Conquérant s'efforce dans un premier temps d'en maintenir certains en poste, à la fin de son règne, les Normands sont majoritaires dans l'administration et à la cour. Le latin supplante le vieil anglais comme langue des documents officiels. Les Normands introduisent le système de la forêt royale, qui permet au roi d'exclure du droit commun de vastes pans du royaume pour les réserver à son usage personnel, notamment pour la chasse. À la fin de son règne, Guillaume ordonne un recensement des domaines du royaume, avec l'identité de leurs propriétaires au moment du recensement et à la fin du règne d'Édouard le Confesseur. Les résultats de cette vaste entreprise, sans équivalent dans toute l'Europe médiévale, sont compilés dans le Domesday Book.

### Langue et société
L'une des conséquences les plus visibles de la conquête normande est le remplacement du vieil anglais comme langue des élites par l'anglo-normand, un dialecte de l'ancien français influencé par le vieux norrois. De nombreux termes français font leur entrée dans le lexique anglais, tandis que l'onomastique subit également l'influence française, avec un gain de popularité de prénoms comme William (Guillaume), Robert ou Richard. La toponymie, déjà bouleversée par les invasions vikings, est moins touchée. Il est impossible de déterminer à quel point les Normands maîtrisent le vieil anglais ou à quel degré les classes inférieures apprennent l'anglo-normand, mais l'existence d'individus bilingues des deux côtés est inévitable afin de permettre la communication entre eux. En tout cas, Guillaume le Conquérant est incapable de parler anglais jusqu'à sa mort, et la noblesse reste incapable de comprendre les Anglais pendant plusieurs siècles.
Il est difficile d'évaluer les conséquences de la conquête normande sur les couches les plus basses de la société anglaise. L'une d'elles est la fin de l'esclavage, une institution qui a entièrement disparu au milieu du XIIe siècle. Le Domesday Book dénombre environ 28 000 esclaves en 1086, un nombre inférieur à celui de 1066. Dans certains comtés, en Essex par exemple, leur nombre diminue de 20 % entre ces deux dates. Ce déclin n'est pas dû à l'interdiction de cette pratique : les Leges Henrici Primi (en), rédigées vers 1115, décrivent encore l'esclavage comme légal. Son abandon semble dû à la désapprobation de l'Église, ainsi qu'au coût de l'entretien des esclaves, qui repose entièrement sur leur propriétaire, contrairement aux serfs.
La majorité des paysans libres anglo-saxons semblent se fondre avec les serfs non-libres. Il est impossible de dire si cette perte de statut est entièrement due à la conquête normande, mais l'invasion et ses retombées contribuent probablement à accélérer un processus déjà entamé avant 1066. L'arrivée des Normands renforce sans doute aussi la croissance urbaine et, à la campagne, le déclin de l'habitat dispersé au profit de l'habitat concentré. Néanmoins, dans l'ensemble, la vie des paysans ne connaît pas d'évolution significative dans les décennies qui suivent la conquête.
Les historiens ont longtemps considéré que les femmes sont moins libres après la conquête, mais ce point de vue a été remis en cause par les travaux les plus récents. La documentation est essentiellement limitée aux femmes propriétaires, si bien qu'il est impossible d'affirmer quoi que ce soit sur le statut des paysannes après 1066. Chez les nobles, les femmes continuent apparemment à influer sur la vie politique par le biais de leurs relations familiales. Elles peuvent toujours détenir des terres et en disposer comme bon leur semble.

## Historiographie
La conquête normande devient rapidement un enjeu historiographique. Dès 1087, la mort de Guillaume est traitée de manière très différente par les chroniqueurs : l'auteur anonyme de la Chronique anglo-saxonne le fustige en vers, tandis que Guillaume de Poitiers n'a que des louanges à lui faire. Depuis lors, les historiens n'ont cessé de débattre des événements et de leur interprétation.
Au XVIIe siècle apparaît le mythe du « joug normand (en) », selon lequel la société anglaise aurait été plus libre et égalitaire avant la conquête qu'après. Ce mythe reflète davantage les valeurs du XVIIe siècle que celles du XIe siècle, mais il reste présent dans l'imaginaire collectif et politique jusqu'à ce jour, ayant été popularisé par des romans comme Ivanhoé de Walter Scott, le Robin des Bois d'Alexandre Dumas père, ou Hereward the Wake de Charles Kingsley.
Les historiens des XXe et XXIe siècles s'intéressent davantage aux conséquences de l'invasion normande qu'à son bien-fondé. Pour certains, comme Richard Southern, elle constitue un tournant fondamental : selon lui, les changements radicaux que connaît l'Angleterre sont sans équivalent en Europe entre la chute de l'Empire romain et le XXe siècle. D'autres, comme H. G. Richardson ou G. O. Sayles (en), ne considèrent pas que ces changements aient été aussi radicaux. Ces points de vue dépendent de la manière dont on mesure les changements survenus après 1066. La société anglo-saxonne étant déjà en pleine évolution avant la conquête, celle-ci ne représente pas une réforme radicale, même si elle reste un événement brutal. En revanche, si l'on prend en considération l'élimination de la noblesse anglaise et la disparition du vieil anglais comme langue littéraire, ses conséquences sont profondes. Des argumentaires nationalistes ont été montés en faveur des deux camps, les Normands jouant le rôle de persécuteurs ou au contraire de sauveteurs.